# Ibrahím Sarsúr
Ibrahím Sarsúr (hebrejsky: אברהים צרצור, Ibrahim Sarsur, arabsky: ابراهيم صرصور) je izraelský politik a poslanec Knesetu za stranu Sjednocená arabská kandidátka.

## Biografie
Narodil se 2. února 1959 ve městě Kafr Kasim, kde nadále bydlí. Je ženatý, má jedno dítě. V roce 1981 vystudoval v bakalářském cyklu obor anglická literatura a jazykověda na Bar-Ilanově univerzitě. Hovoří arabsky a anglicky.

## Politická dráha
V letech 1981–1998 byl starostou města Kafr Kasim, od roku 1998 je předsedou Islámského hnutí v Izraeli.
Do Knesetu nastoupil po volbách roku 2006, ve kterých kandidoval za stranu Sjednocená arabská kandidátka. Ve funkčním období 2006–2009 v parlamentu působil ve výboru pro status žen, ve výboru pro vnitřní záležitosti a životní prostředí, ve výboru pro práva dětí a výboru pro jmenování islámských soudců. Ve volbách roku 2009 mandát obhájil. Pracoval pak jako člen výboru Knesetu pro vnitřní záležitosti a životní prostředí a výboru pro jmenování islámských soudců. Ve volbách v roce 2013 svůj mandát obhájil.